# The Bag O'Nails
Bag O'Nails är en nattklubb på Kingly Street nummer 9 i Soho, London. Den var en mötesplats för musiker under 1960-talet, samt en plats för konserter. Många populära musiker och band spelade där, bland andra Georgie Fame och Jimi Hendrix. Paul McCartney träffade sin blivande hustru Linda Eastman där den 15 maj 1967.